# We Found Love
Singles de Rihanna
Cheers (Drink to That)
(2011) You da One
(2011)
Singles par Calvin Harris
Feel So Close
(2011) Off the Record
(2011)
We Found Love est une chanson de l'artiste barbadienne Rihanna, issue de son sixième album studio Talk That Talk en featuring avec l'auteur-compositeur écossais Calvin Harris, qui l'a également produite. We Found Love est sortie en tant que premier single issu de l'album et a été dévoilée le 26 septembre 2011, au Royaume-Uni sur la station de radio Capital FM et disponible en téléchargement légal le même jour. La chanson a été reçue par un accueil mitigé des critiques musicales, qui ont salué la composition de la chanson et des performances vocales de Rihanna, bien que cependant, certaines critiques ont estimé que le contenu lyrique était assez clairsemé et sera qualifié de « secondaire » quant à la production de Harris. Le titre est un énorme succès, il s'est vendu à plus de 10 millions d'exemplaires à travers le monde en 2012. Le single est resté 10 semaines non consécutives numéro 1, dépassant Adele avec ses titres Someone Like You et Rolling In The Deep.

## Clip officiel
Le clip officiel de We Found Love est sorti le 19 octobre 2011 sur YouTube et le 25 octobre 2011 sur iTunes. Il a été réalisé par Melina Matsoukas et a reçu le Grammy Award du meilleur clip en 2013. On peut y apercevoir Calvin Harris  sur une partie de la vidéo. Le clip fut tourné à Belfast en Irlande du Nord. Le mannequin britannique Dudley O'Shaughnessy y interprète le petit ami de Rihanna. Certaines rumeurs affirment que la vidéo ne serait autre qu'une représentation de la relation amoureuse et conflictuelle qu'a eu Rihanna avec son ancien compagnon, Chris Brown. Toutefois, le clip compte plus de 847 millions de vues en presque 8 ans.
En France, le clip est parfois diffusé en journée avec une signalétique "Déconseillé aux moins de 10 ans" et des scènes floutées, notamment sur Trace Urban. Les autres chaînes le diffusent après 22h00 avec une signalétique (-10 ans) ou (-12 ans) en raison de nombreuses scènes dites auto-destructrices, violentes, suggestives et de prise de drogues et d’alcool.

## Interprétations
Rihanna interprète We Found Love en direct lors d'une soirée de levée de fonds après les Grammy Awards 2012, elle présente également la chanson Where Have You Been, le 13 février 2012. Le 15 avril 2012 au Coachella Festival, Rihanna interprète la chanson accompagnée à nouveau Where Have You Been.

## Liste des pistes
- Téléchargement numérique[6]

1. We Found Love – 3:35

- CD single en Allemagne[7]

1. We Found Love (album version) – 3:36
2. We Found Love (extended version) – 5:45

- Téléchargement numérique – EP[8]

1. We Found Love (Chuckie Extended Remix) – 5:57
2. We Found Love (Chuckie Dub) – 5:56
3. We Found Love (Cahill Edit) – 3:36
4. We Found Love (Cahill Club) – 6:29
5. We Found Love (Cahill Dub) – 5:58
6. We Found Love (R3hab's XS Remix Edit) – 3:40
7. We Found Love (R3hab's XS Extended Remix) – 5:26
8. We Found Love (R3hab's XS Dub) – 5:26

## Crédits et personnel
- Enregistré à Fly Eye Studios, Londres, Royaume-Uni et Westlake Recording Studios, Los Angeles, Californie.
- Calvin Harris – auteur-compositeur, producteur, enregistrement, mixage et instrumental
- Marcos Tovar – enregistrement vocal
- Alejandro Barajs – ingénieur du son  assistant
- Phil Tan – mixeur
- Damien Lewis – mixeur assistant

## Classements et certifications
Le titre est resté premier 8 semaines consécutives au Billboard Hot 100, ce qui en fait le plus gros succès de Rihanna aux États-Unis.
Le titre repassa n°1 plus tard pendant 2 semaines consécutives puis régressera de nouveau, au total le titre resta n°1 10 semaines non-consécutives dans le Billboard Hot 100.
La chanson a également été reprise par la série Glee durant la 3e saison.
| Classement (2011)                       | Meilleure position |
| --------------------------------------- | ------------------ |
| Allemagne (Media Control Charts)        | 1                  |
| Australie (ARIA)                        | 2                  |
| Autriche (Ö3 Austria Top 40)            | 2                  |
| Belgique (Flandre Ultratop 50 Singles)  | 3                  |
| Belgique (Wallonie Ultratop 50 Singles) | 2                  |
| Brésil (Hot 100)                        | 1                  |
| Canada (Hot 100)                        | 1                  |
| Corée du Sud (Gaon)                     | 2                  |
| Danemark (Tracklisten)                  | 1                  |
| Écosse (OCC)                            | 1                  |
| Espagne (PROMUSICAE)                    | 3                  |
| Estonie                                 | 1                  |
| États-Unis (Hot 100)                    | 1                  |
| États-Unis (Dance Club Songs)           | 1                  |
| États-Unis (R&B/Hip-Hop Songs)          | 54                 |
| États-Unis (Pop Airplay)                | 1                  |
| Finlande (Suomen virallinen lista)      | 1                  |
| France (SNEP)                           | 1                  |
| Hongrie (Rádiós Top 40)                 | 14                 |
| Irlande (IRMA)                          | 1                  |
| Italie (FIMI)                           | 3                  |
| Japon (Hot 100)                         | 6                  |
| Liban (Lebanese Top 20)                 | 1                  |
| Norvège (VG-lista)                      | 1                  |
| Nouvelle-Zélande (RMNZ)                 | 1                  |
| Pays-Bas (Nederlandse Top 40)           | 3                  |
| Pologne (ZPAV)                          | 5                  |
| Tchéquie (IFPI Rádio)                   | 9                  |
| Royaume-Uni (UK Singles Chart)          | 1                  |
| Royaume-Uni (UK Dance Chart)            | 1                  |
| Russie (2M Digital Tracks)              | 4                  |
| Slovaquie (IFPI Rádio)                  | 1                  |
| Suède (Sverigetopplistan)               | 1                  |
| Suisse (Schweizer Hitparade)            | 1                  |
| Venezuela (Record Report)               | 1                  |

| Classement (2011-12)       | Position |
| -------------------------- | -------- |
| Australie                  | 12       |
| Autriche                   | 30       |
| Belgique (Flandre)         | 24       |
| Belgique (Wallonie)        | 39       |
| Canada                     | 43       |
| Danemark                   | 8        |
| Allemagne                  | 13       |
| France                     | 13       |
| Grèce                      | 96       |
| Irlande                    | 3        |
| Italie                     | 20       |
| Japon                      | 95       |
| Pays-Bas                   | 18       |
| Nouvelle-Zélande           | 9        |
| Suède                      | 10       |
| Suisse                     | 13       |
| Royaume-Uni                | 5        |
| États-Unis (Hot 100)       | 69       |
| États-Unis (Digital Songs) | 48       |

| Pays                     | Certifications |
| ------------------------ | -------------- |
| Australie (ARIA)         | 8 × Platine    |
| Belgique (IFPI)          | Platine        |
| Danemark (IFPI)          | 2 × Platine    |
| Allemagne (BVMI)         | Or             |
| Italie (FIMI)            | 3 × Platine    |
| Espagne (Promusicae)     | Platine        |
| Mexique (Amprofon)       | 4 × Platine    |
| Nouvelle-Zélande (RIANZ) | 3 × Platine    |
| Roumanie (UPFR)          | Platine        |
| Royaume-Uni (BPI)        | 2 × Platine    |
| Suède (GLF)              | 6 × Platine    |
| Suisse (IFPI)            | 2 × Platine    |
| États-Unis (RIAA)        | Diamant        |

## Historique de sortie
| Pays             | Date              | Format                   | Label              |
| ---------------- | ----------------- | ------------------------ | ------------------ |
| Royaume-Uni      | 22 septembre 2011 | Diffusion radio          | Mercury Records    |
| États-Unis       | 22 septembre 2011 | Téléchargement numérique | Def Jam Recordings |
| Italie           | 22 septembre 2011 | Téléchargement numérique | Universal Music    |
| Australie        | 22 septembre 2011 | Téléchargement numérique | Universal Music    |
| France           | 22 septembre 2011 | Téléchargement numérique | Universal Music    |
| Belgique         | 22 septembre 2011 | Téléchargement numérique | Universal Music    |
| Canada           | 22 septembre 2011 | Téléchargement numérique | Universal Music    |
| Danemark         | 22 septembre 2011 | Téléchargement numérique | Universal Music    |
| Mexique          | 22 septembre 2011 | Téléchargement numérique | Universal Music    |
| Nouvelle-Zélande | 22 septembre 2011 | Téléchargement numérique | Universal Music    |
| Norvège          | 22 septembre 2011 | Téléchargement numérique | Universal Music    |
| Pays-Bas         | 22 septembre 2011 | Téléchargement numérique | Universal Music    |
| Espagne          | 22 septembre 2011 | Téléchargement numérique | Universal Music    |
| Suède            | 22 septembre 2011 | Téléchargement numérique | Universal Music    |
| Suisse           | 22 septembre 2011 | Téléchargement numérique | Universal Music    |
| Brésil           | 23 septembre 2011 | Téléchargement numérique | Universal Music    |
| États-Unis       | 4 octobre 2011    | Urban radio              | Def Jam Recordings |
| Royaume-Uni      | 5 octobre 2011    | Téléchargement digital   | Mercury Records    |
| Irlande          | 5 octobre 2011    | Téléchargement digital   | Universal Music    |
| États-Unis       | 11 octobre 2011   | Diffusion radio          | Def Jam Recordings |
| Allemagne        | 21 octobre 2011   | CD single                | Universal Music    |
| Australie        | 8 novembre 2011   | Téléchargement – Remix   | Def Jam Recordings |